# Гай Кальпурний Пизон Красс Фруги Лициниан
Гай Кальпурний Пизон Красс Фруги Лициниан (лат. Gaius Calpurnius Piso Crassus Frugi Licinianus) — римский политический деятель второй половины I века н. э.
Его отцом был консул 64 года Марк Лициний Красс Фруги, потомок триумвиров Марка Лициния Красса и Гнея Помпея Великого, а матерью — Сульпиция Претекстата. В 87 году Лициниан занимал должность консула-суффекта. В эпоху правления Нервы он создал заговор против императора. По рассказу Диона Кассия,
«он [Нерва] во время какого-то представления усадил их [Лициниана и других заговорщиков] рядом с собой (они ещё не знали, что об их заговоре уже поступил донос) и дал им мечи, как это обычно делалось, якобы для того, чтобы проверить их остроту, но в действительности чтобы показать, что его нисколько не тревожит опасность умереть прямо здесь и сейчас».
Псевдо-Аврелий Виктор сообщает, что Лициниан при Нерве подбивал солдат к мятежу щедрыми обещаниями, но был изобличён и сослан с супругой в Тарент, хотя сенаторы укоряли императора за его снисходительность. По всей видимости, он был замешан в заговоре против Траяна. Император отдал его на суд сената. В правление Адриана Лициниан был убит прокуратором острова, на котором находился в ссылке, за то, что якобы замышлял государственный переворот. При этом сам император не хотел его убивать. Он был похоронен в гробнице Лициниев. Супругой Лициниана была Агидия Квинтина.